# Princípio de causa e efeito (cristianismo)
O princípio de causa e efeito é um dos argumentos usados como prova da existência de Deus e como solução da origem da vida. No Antigo Testamento, Deus é apresentado como a causa eficiente e primeira de todas as coisas.Descartes afirmou que: "Não há nenhuma coisa existente da qual não se possa perguntar qual é a causa". Aqui se trata  da causa eficiente e primeira, que não pode ser confundida com uma simples ação, pois nem toda ação é necessariamente uma causa ou produz algo novo.
No Cristianismo, Jesus Cristo é apresentado como o logos no início do Evangelho segundo João. Para os gregos da época, este termo identificava Jesus como o "Primeiro Motor" de Aristóteles. Para os judeus, este termo também reportava à criação, visto que logos pode ser traduzido por "palavra" ou "sabedoria". Os atos de criação são descritos como ações da palavra de Deus. Igualmente a sabedoria é personificada no livro de Provérbios e está presente na criação.
Aristóteles afirmava que "uma pedra de granito poderia se transformar numa estátua desde que um escultor se dispusesse a esculpi-la". Aristóteles acreditava que na natureza havia uma relação de causa e efeito e também acreditava na causa final. Deste modo, não queria saber apenas o porquê das coisas, mas também a intenção, o propósito e a finalidade que estavam por trás delas. Neste sentido, Jesus agrega os dois elementos, a causa e o efeito, ao ser chamado de Alfa e  Ômega, o princípio e o fim. Tais afirmações correspondem ao descrito no livro do profeta Isaías.
Segundo a Bíblia, Jesus Cristo, como imagem do Deus invisível ou o Verbo divino encarnado, é causa tanto do mundo material como do mundo espiritual

## Argumento de Kalam
Argumento similar ao aplicado pelos cristãos surgiu na escolástica medieval islâmica e foi denominado argumento de Kalam.
Temos, de forma resumida o seguinte raciocínio conforme descrito por William Craig:
1. o nada não existe e não pode causar, não podendo existir antes de si mesmo para causar a própria existência.
2. se o Universo espaço-tempo fosse eterno o momento presente jamais chegaria pois uma quantidade ilimitada de momentos teria de antecedê-lo, então ele teve uma causa.
3. se o Universo é finito, mutável e temporal, então a Causa Primeira é infinita, imutável e atemporal.
4. Duas ou mais causas se limitariam mutuamente, então a Causa Primeira é ilimitada e única.
5. Como o Universo teve um início e a Causa Primeira é eterna, então temos que, se esta fosse impessoal, seu efeito haveria de ser automático e com origem na eternidade. Finalmente a Causa Primeira é Pessoal.

## Lei de Causa e Efeito onde Deus é o agente pessoal
Na Bíblia, a relação entre causa e efeito, no que diz respeito à qualidade, se verifica em versos como em Gálatas, capítulo 6, verso 7: Não vos enganeis: de Deus não se zomba; pois aquilo que o homem semear, isso também ceifará. E no que diz respeito à quantidade, em versos como em II Coríntios, capítulo 9, verso 6: E isto afirmo: aquele que semeia pouco pouco também ceifará; e o que semeia com fartura com abundância também ceifará.
Contudo, diferentemente de algumas religiões, no Cristianismo a relação com Deus é pessoal. Como conseqüência a relação não é mecânica, envolvendo questões como aliança, devoção, arrependimento e perdão. Os Salmos 126 e 127 são um exemplo de resultados que dependem de Deus e do coração. Em Deuteronômio temos a relação e a aliança de Deus com os descendentes de Jacó: Não vos teve o SENHOR afeição, nem vos escolheu porque fôsseis mais numerosos do que qualquer povo, pois éreis o menor de todos os povos, mas porque o SENHOR vos amava e, para guardar o juramento que fizera a vossos pais, o SENHOR vos tirou com mão poderosa e vos resgatou da casa da servidão, do poder de Faraó, rei do Egito.
O amor, o perdão e a graça de Deus são capazes de apagar ou quitar os efeitos do pecado. Tal relação é evidenciada em textos como Isaías 43:25, onde está escrito Eu, eu mesmo, sou o que apago as tuas transgressões por amor de mim e dos teus pecados não me lembro. Seus seguidores devem fazer o mesmo, como na expressão perdoa-nos as nossas dívidas, assim como nós temos perdoado aos nossos devedores e em I Pedro 4:8: Acima de tudo, porém, tende amor intenso uns para com os outros, porque o amor cobre multidão de pecados.